# Ceraclea arielles
Ceraclea arielles är en nattsländeart som först beskrevs av Donald G. Denning 1942.  Ceraclea arielles ingår i släktet Ceraclea och familjen långhornssländor. Inga underarter finns listade i Catalogue of Life.